# Euphorbia serpyllifolia
Euphorbia serpyllifolia là một loài thực vật có hoa trong họ Đại kích. Loài này được Pers. mô tả khoa học đầu tiên năm 1806.

## Hình ảnh

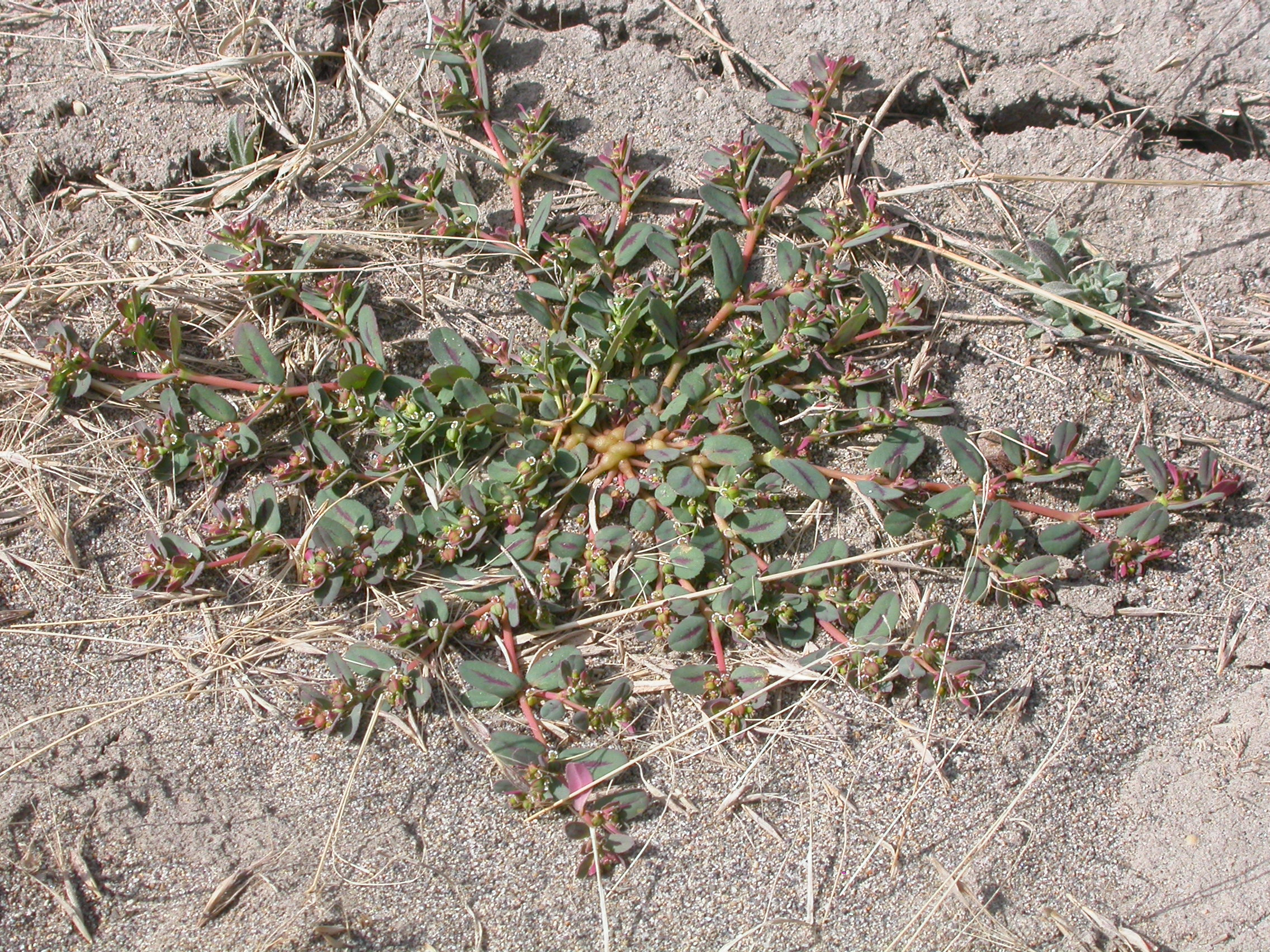
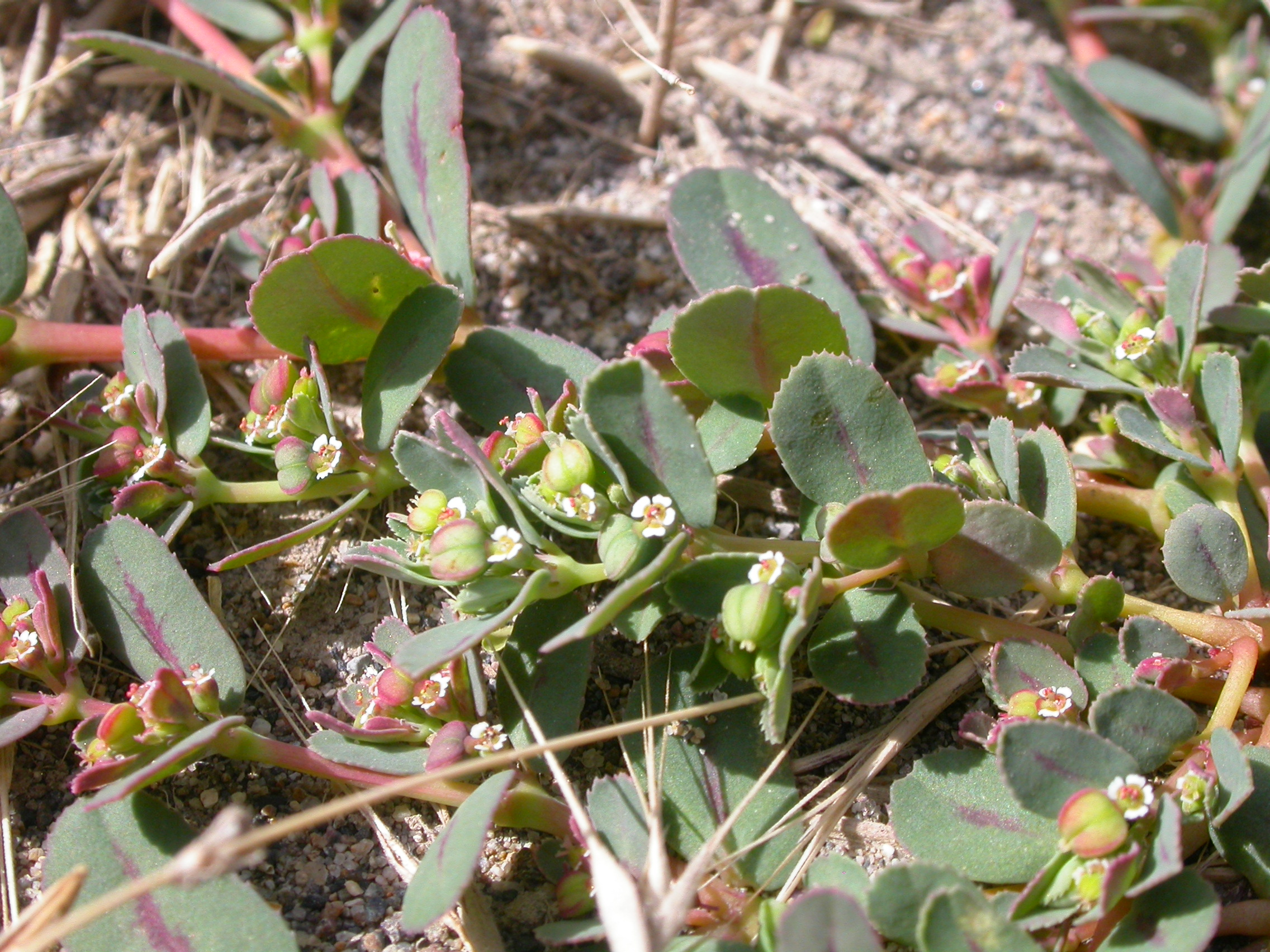
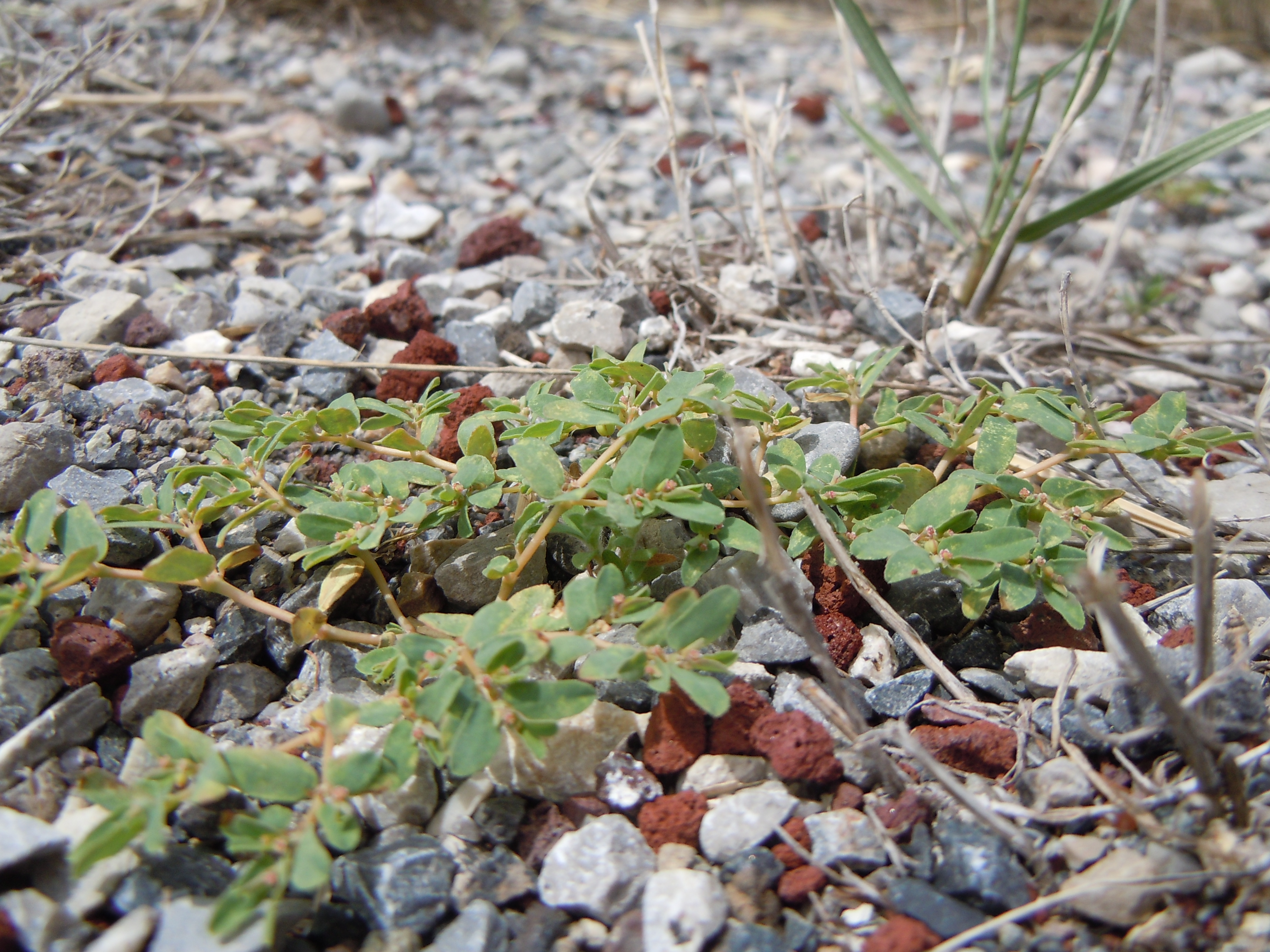
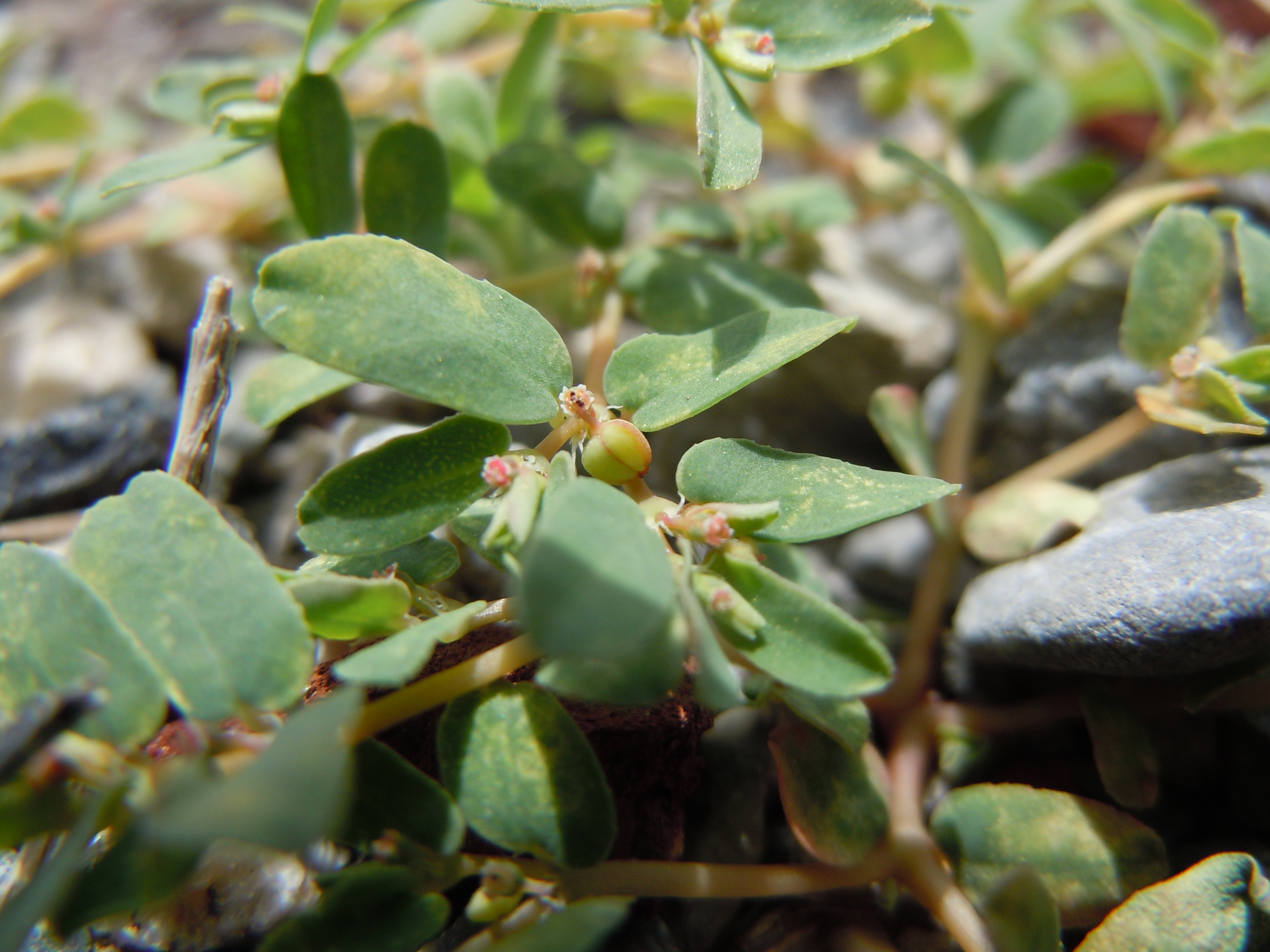